# دايكي واكاماتسو
دايكي واكاماتسو (باليابانية: 若松 大樹) (2 أغسطس 1976 في آيتشي في اليابان – )؛ هو لاعب كرة قدم ياباني سابق كان يلعب كمدافع.

## وصلات خارجية
- دايكي واكاماتسو على موقع رابطة كرة القدم اليابانية للمحترفين (اليابانية)
- دايكي واكاماتسو على موقع عالم كرة القدم.نت (الإنجليزية)